# 安诺索夫斯基村委员会
安诺索夫斯基村委员会（俄语：Аносовский сельсовет）是俄罗斯联邦阿穆尔州腾达区所属的一个村委员会。其下辖有1个居民点，行政中心为安诺索夫斯基。据2016年统计，该村委员会的人口为212人。